# Greenwich Street
Ne doit pas être confondu avec Greenwich Avenue (Manhattan).
Greenwich Street est une rue de l'arrondissement de Manhattan à New York. 

## Situation et accès
Elle s'étend entre Battery Park jusqu'à la Neuvième Avenue dans le quartier de Meatpacking District, en passant par Ground zero.

## Origine du nom
Elle doit son nom au quartier de Greenwich Village.

## Historique
Elle s'appelait initialement « Greenwich Road ».

## Bâtiments remarquables et lieux de mémoire
- Jennyfer Gates, fille de Bill Gates habite dans un triplex de 827 m2 dans l'immeuble du 443 Greenwich Street évalué à 51 millions de dollars[2]. Le triplex possède sa propre piscine.

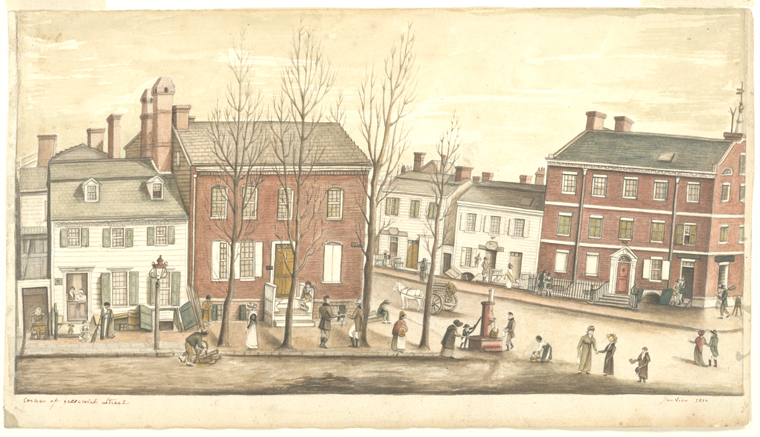
Greenwich Street en 1810
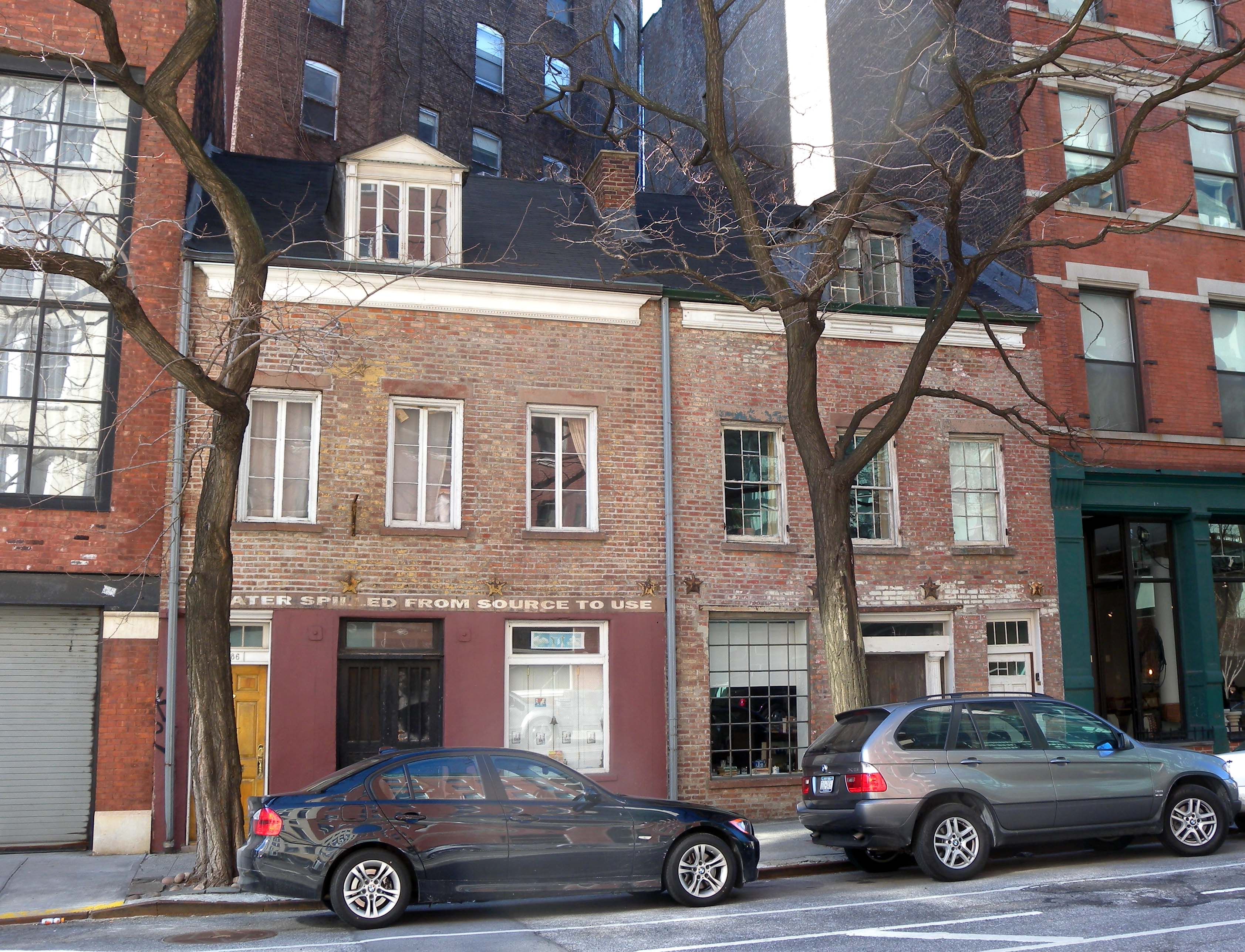
486-488 Greenwich Street
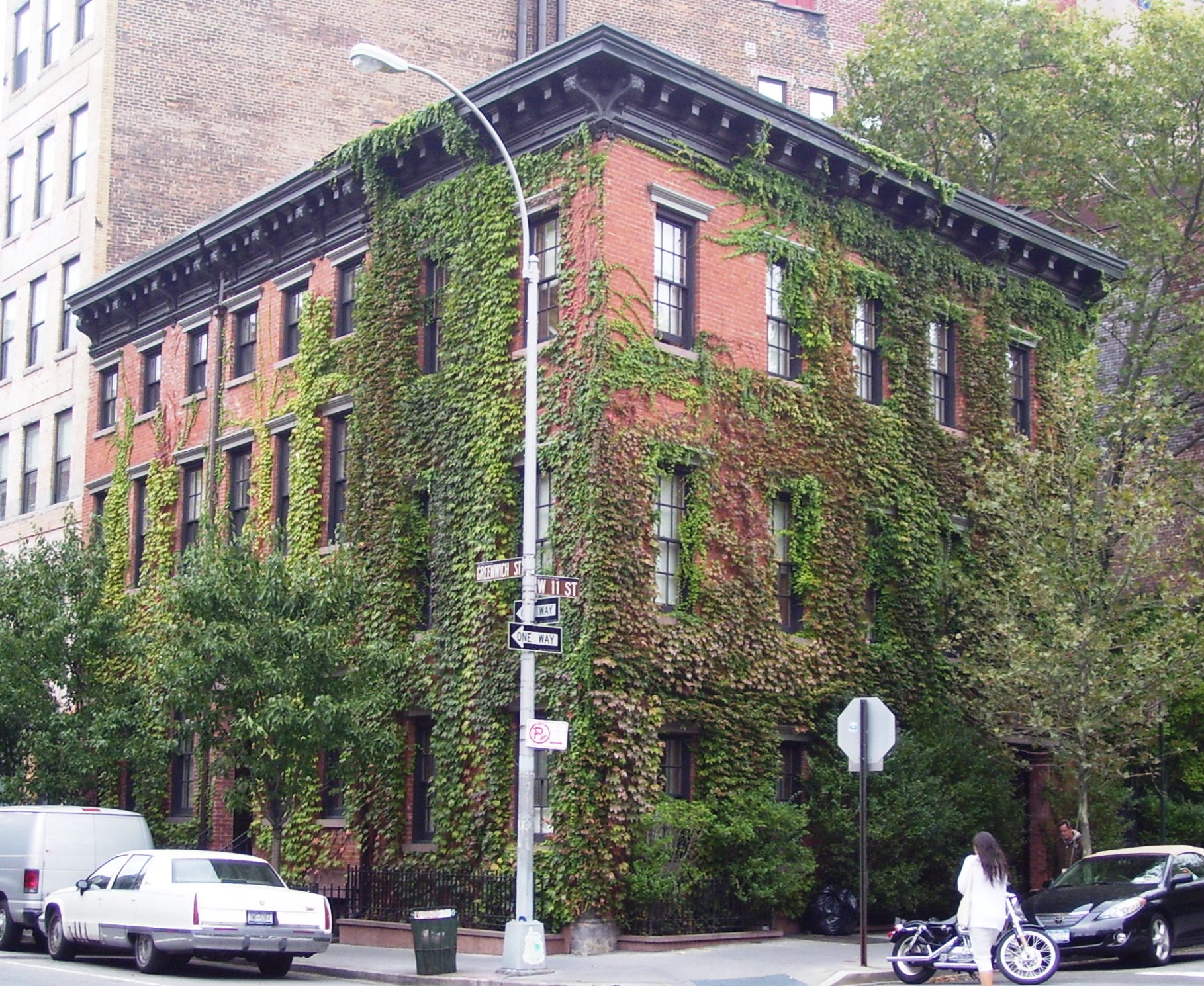
753-757 Greenwich Street